# NGC 2715
NGC 2715 je galaksija u zviježđu Žirafi.

## Vanjske poveznice
- SEDS: NGC 2715